# The Feeling of Love
The Feeling of Love est un groupe de rock et psychédélique français, originaire de Metz, en Moselle.

## Biographie
Formé en 2006 de membres du groupe noise-rock messin A.H. Kraken, du groupe garage rock et punk strasbourgeois The Normals et nouvellement du groupe garage punk parisien T.I.T.S, The Feeling of Love fait aussi partie des groupes fondateurs de La Grande Triple Alliance internationale de l'Est. 
The Feeling of Love est à l’origine, le projet solo de Guillaume Marietta (guitariste et chanteur d’A.H.Kraken). Idée éphémère qui au départ ne devait pas aller plus loin que quelques chansons courtes, éructées et enregistrées sur une cassette pour le label messin Luisance Sonore. Le principe était de jouer sur les codes du garage blues et de la no wave pour retrouver une idée primaire, répétitive et minimale du rock 'n' roll. 
Finalement, après deux années passées à faire des concerts en Europe et sortir quelques 45 tours sur des labels tels que Yakisakana, Floridas Dying et Rococo records, le one man band mute en une version évolutive qui peut voir The Feeling of Love passer du solo, au duo avec l'arrivée de Seb Normal (the Normals, Crash Normal, Le Chômage, Delacave, etc.) à la batterie, puis un peu plus tard au trio avec Sébastien Joly (A.H.Kraken, Vingt Mille Punks) aux claviers. Le groupe publie de manière confidentielle une série de cassettes et de CDR et de single sur support vinyle avant de sortir son premier album en 2008 baptisé Petite tu es un hit. 
En 2010, un deuxième album intitulé Ok Judge Revival sort sur le label américain Kill Shaman Records. Sur ce dernier s'ajoute au blues et ses motifs répétitifs, les influences du krautrock et du psychédélisme. En 2011 sort Dissolve Me. En 2013, le groupe publie chez Born Bad Records, Reward Your Grace,,. L'album est classé album du mois pour Vice. En septembre 2013, le trio se complète d'un quatrième membre à la basse ou à guitare, Henri Death issu de la scène garage punk parisienne du label inch allah records.